# Breathless (album Shayne Ward)
Breathless è il secondo album del cantante pop britannico Shayne Ward, pubblicato il 26 novembre del 2007 dall'etichetta discografica Syco.
Dall'album sono stati estratti i singoli If That's OK with You, No U Hang Up e Breathless. I primi due sono stati pubblicati come doppia a-side in Regno Unito.
Il disco ha ottenuto un ottimo successo nelle classifiche e conteneva Just Be Good to Me, cover di una canzone del 1983 del gruppo musicale statunitense The S.O.S. Band.

## Tracce
1. No U Hang Up (Rami Yacoub, Arnthor Birgisson, Savan Kotecha)
2. Breathless (Yacoub, Birgisson, Kotecha)
3. If That's OK with You (Max Martin, Birgisson, Kotecha)
4. Damaged (Yacoub, Birgisson, Kotecha)
5. Stand by Your Side (Remee, John Reid, Joe Belmaati, Mich Hansen)
6. Until You (Yacoub, Birgisson, Kotecha)
7. Some Tears Never Dry (Yacoub, Birgisson, Kotecha)
8. Melt the Snow (Yacoub, Birgisson, Kotecha)
9. Tangeld Up (Evan Rogers, Carl Sturken)
10. Just Be Good to Me (James Harris III, Terry Lewis)
11. U Got Me So (Yacoub, Birgisson, Kotecha)
12. You Make Me Wish (Yacoub, Birgisson, Kotecha)
13. Tell Him (Ryan Tedder, Justin Trugman, Kotecha, Ashraf Jannusi)
14. Gonna Be Alright (Bonus track)
15. If That's OK with You (Moto Blanco Remix) (Bonus track) (Max Martin, Birgisson, Kotecha)
16. Breathless (The Snowflakers Remix) (Bonus track) (Yacoub, Birgisson, Kotecha)

## Classifiche
| Classifica (2007)   | Posizione raggiunta |
| ------------------- | ------------------- |
| Irlanda             | 1                   |
| Regno Unito         | 2                   |
| Classifica mondiale | 15                  |
| Danimarca           | 39                  |